# فولشوو
فولشوو (به آلمانی: Völschow) یک شهر در آلمان است که در فرپومرن-گرایفسوالد واقع شده‌است. فولشوو ۵۴۸ نفر جمعیت دارد.